# Alejandro Maldonado Aguirre
Alejandro Baltazar Maldonado Aguirre (Ciudad de Guatemala, 6 de enero de 1936) es un político y abogado guatemalteco que se desempeñó como presidente de Guatemala desde el 3 de septiembre de 2015 hasta el 14 de enero de 2016.
Maldonado Aguirre fue diputado por el partido Movimiento de Liberación Nacional entre 1966 y 1970, ministro de Educación durante el gobierno de Carlos Arana Osorio entre 1970 y 1974, embajador de Guatemala ante las Naciones Unidas entre 1974 y 1980, y magistrado de la Corte de Constitucionalidad de Guatemala en varias oportunidades.
Fue designado vicepresidente por el Congreso de la República el 14 de mayo de 2015, luego de la renuncia al cargo de Roxana Baldetti, por el supuesto involucramiento de ésta en la red de contrabando conocida como «La Línea». 
Tras la renuncia del presidente Pérez Molina, el 3 de septiembre de 2015, Maldonado Aguirre fue investido como presidente de la República de Guatemala para terminar el período constitucional que finalizó el 14 de enero de 2016, convirtiéndose en el cuadragésimo noveno presidente en la historia de Guatemala.

## Reseña biográfica

### Vida
Nació el 6 de enero de 1936 en la Ciudad Guatemala, es abogado y notario, estudiado en la universidad de San Carlos de Guatemala.

### Carrera política
Maldonado Aguirre inició su carrera política en medio de la polarización que se vivía en Guatemala durante la guerra civil de ese país centroamericano. Era un férreo opositor al gobierno de Jacobo Arbenz, también participó en el golpe de Estado de 1954. Desde un principio se incorporó a la corriente política de derecha, formando parte del Movimiento de Liberación Nacional (MLN), por el que fue diputado de 1966 a 1970. En ese partido conoció al futuro Presidente de Guatemala Álvaro Arzú, junto con quien fueron expulsados del partido a finales de la década de 1970 por el líder de esa organización, Mario Sandoval Alarcón, por haberse tenido acercamiento con el partido de la Democracia Cristiana Guatemalteca.
Durante el gobierno de Carlos Manuel Arana Osorio fungió como ministro de Educación y en 1974 protagonizó un debate televisivo contra su opositor, el socialdemócrata Manuel Colom Argueta, debate que presentó a las figuras clave de la izquierda y de la derecha de Guatemala de ese entonces. Posteriormente, durante los gobiernos de los generales Kjell Eugenio Laugerud García y Fernando Romeo Lucas García fue el representante de Guatemala ante la Organización de las Naciones Unidas, primero en la sede de Nueva York, EE. UU. (1974-1976), y luego en Ginebra, Suiza (1978-1980).
En las elecciones generales de 1982 participó como candidato a la presidencia por el Partido Nacional Renovador (PNR) en alianza con la Democracia Cristiana Guatemalteca (DC), pero no ganó, y luego las elecciones fueron invalidadas por el golpe de Estado del 23 de marzo de 1982. La Democracia Cristiana Guatemalteca participó en la contienda tras repetidas solicitudes tanto del gobierno guatemalteco como del gobierno estadounidense dirigido por el presidente Ronald Reagan, pues dicho partido había perdido cerca de ciento treinta mandos medios que habían sido asesinados en los últimos dos años.
Tras la transición a gobiernos civiles, fue diputado de la Asamblea Nacional Constituyente de 1984 y con el inicio del gobierno de Vinicio Cerezo fue elegido por primera vez como magistrado de la Corte de Constitucionalidad (CC) para el período de 1986-1991. Durante el gobierno de Álvaro Arzú (1996-2000) fue nuevamente electo magistrado, y fue señalado por haber retrasado durante un año la resolución que permitió continuar con las investigaciones del asesinato del obispo Gerardi, asesinado en abril de 1998.
En la legislatura del gobierno de Óscar Berger (2004-2008), Maldonado Aguirre fue elegido diputado por el Partido Unionista (PU) de Álvaro Arzú y en 2005 ocupó la vicepresidencia del Congreso. Maldonado Aguirre fue elegido nuevamente magistrado de la CC en 2006, período durante el cual realizó la redacción de la resolución que evitó la extradición del general Efraín Ríos Montt a España para ser juzgado por genocidio y terrorismo en ese país.

### Caso de La Línea
El Caso de «La Línea» es un caso de corrupción en las aduanas de Guatemala que está siendo investigado por la Comisión Internacional contra la Impunidad en Guatemala (CICIG) en 2015. La investigación de la CICIG fue hecha pública el 16 de abril de 2015 e involucró a varios altos funcionarios del gobierno del general retirado Otto Pérez Molina, incluyendo el secretario privado de la vicepresidencia, el capitán retirado Juan Carlos Monzón y directores de la Superintendencia de Administración Tributaria de Guatemala (SAT).  Tras pasar una semana de que se hicieron los anuncios, la atención se centró en las figuras de Pérez Molina y de la vicepresidenta Roxana Baldetti, al punto que se organizó una manifestación de protesta para exigir la renuncia al derecho de antejuicio del presidente y la renuncia al cargo a la vicepresidenta el 25 de abril de 2015 en la Plaza de la Constitución y se corrieron rumores de una posible paralización de la Ciudad de Guatemala el 27 de abril.  Aun cuando a raíz de estas demostraciones populares el presidente solicitó al Secretario General de las Naciones Unidas la extensión del mandato de la CICIG hasta septiembre de 2017, ni el Ministerio Público ni la CICIG han reportado nombres de ninguna de las empresas que habrían utilizado los servicios de «La Línea» para defraudar al fisco guatemalteco.
Por otro lado, aunque no haya organización política que haga estallar todo el malestar acumulado, las élites tradicionales del país, preocupada la situación actual y considerando que el polvorín social podría estallar, organizaron una lucha frontal contra la corrupción de los funcionarios públicos y obligaron a éstos a extender la permanencia de la Comisión Internacional Contra la Impunidad en Guatemala, logrando que el malestar de la población se dirigiera hacia el gobierno y en especial hacia la vicepresidenta, Roxana Baldetti Elías, quien fue obligada a renunciar el 8 de mayo de 2015, aunque muchos consideran que existe corrupción generalizada en el país desde hace décadas y que eso es lo que se debería afrontar.

### Designación como vicepresidente
Tras la renuncia de Baldetti Elías, el presidente Pérez Molina presentó una terna al Congreso de la República para designar al vicepresidente; los miembros de la terna eran Adela Camacho de Torrebiarte, el ministro de Trabajo Carlos Contreras y Adrián Zapata.  El congreso rechazó la terna porque Contreras tenía prohibición constitucional ya que era el ministro de Trabajo; ante esto, el presidente envió una segunda terna, con el diputado Oliverio García Rodas en lugar de Contreras, pero esta fue nuevamente rechazada por el congreso. Finalmente, el presidente envió una tercera terna, esta vez incluyendo al magistrado Maldonado Aguirre.

### Funciones como Vicepresidente
El 23 de mayo, asistió junto con el canciller de Guatemala, Carlos Raúl Morales, a la beatificación del monseñor Romero, en El Salvador. En junio, fue el líder de la delegación de Guatemala en la II Cumbre de la Comunidad de Estados Latinoamericanos y Caribeños y la Unión Europea.

### Presidente de Guatemala
| «No nos arredra la enormidad de la tarea porque para realizarla tenemos clara la mente, limpio el corazón y anchas las espaldas». —Alejandro Maldonado Aguirre, durante su discurso inaugural como presidente de Guatemala. |

El 2 de septiembre, Otto Pérez Molina renunció a la presidencia en relación con la investigación del Caso "La Línea". Fue juramentado como Presidente de Guatemala el 3 de septiembre por el Congreso de la República luego de ser conocida y aprobada por el pleno de forma oficial la renuncia de Otto Pérez. De acuerdo a la Constitución de la República de Guatemala, al suceder la presidencia deberá presentar al congreso una terna para que se designe al nuevo vicepresidente.
El 16 de septiembre el Congreso de la República designó como vicepresidente a Alfonso Fuentes Soria, Maldonado Aguirre comenzó las remociones de los ministros del gobierno de Pérez Molina y nombró a los sustitutos para finalizar el período 2012-2016. Los funcionarios nombrados fueron:
- Rubén Alfonso Ramírez, Ministro de Educación
- Ana María Rodas, Ministro de Cultura y Deportes

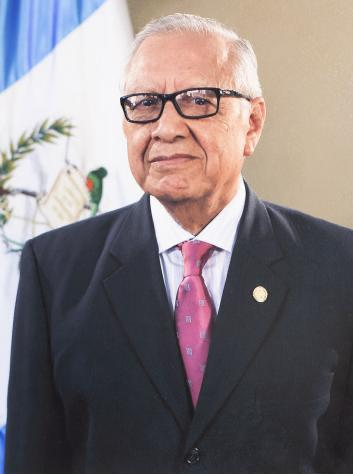
Retrato oficial de Maldonado como vicepresidente en 2015.

- Retrato oficial de Maldonado como vicepresidente en 2015.Oswaldo Enríquez, Ministro de Trabajo y Previsión Social, este renunció a su cartera el 4 de enero, luego de la controversia que surgió por el salario mínimo,
- Andreas Lenhoff Temme, Ministro de Ambiente y Recursos Naturales
- Marlon Josué Barahona Catalán, secretario General de la Presidencia[12]

El 18 de septiembre de 2015, fue intervenido quirúrgicamente en una rodilla tras sufrir una caída fuera de su despacho, lo que lo dejó en silla de ruedas por dos meses, y luego de ese tiempo, utilizar bastón.

#### Controversias
El 3 de septiembre de 2015, Maldonado pidió la renuncia a todo su gabinete de gobierno, pero este se negó a destituir a la ministra de Gobernación Eunice Mendizábal —quién se caracterizaba por dar privilegios a la exvicepresidenta Roxana Baldetti y el expresidente Otto Pérez en la prisión—.
Fue el único magistrado de la Corte de Constitucionalidad que votó a favor de los salarios mínimos diferenciados, que buscaban crear áreas del país donde el salario mínimo fuera menor que el resto del país, lo que causó revuelo y se declaró inconstitucional. Como presidente de la república promulgó el acuerdo 13 con fecha 29 de diciembre de 2015 en el que se decretan los salarios mínimos para la república de Guatemala, esto al no lograr un acuerdo los sindicatos y los patronos. En el acuerdo promulgó salarios diferenciados (menores que en el resto de la república para cuatro municipios), aunque la Corte de Constitucionalidad a la que el mismo perteneció los declaró inconstitucionales un año antes. Su ministro de trabajo se negó a firmar por el tema de los salarios diferenciados, por lo que fue destituido. La ONU y los Derechos Humanos afirmaron que no fue correcta la decisión de Maldonado Aguirre y la consideran una «medida regresiva».
Maldonado Aguirre pidió al Ministerio de Cultura y Deportes, una exposición de pinturas en su honor en la Casa Presidencial, que se inauguró el 4 de enero. Se tenía previsto que Maldonado se hiciera presente, pero por las polémicas que surgieron por el salario diferenciado, este no se presentó.
Un día después, Maldonado se hizo presente en Guastatoya, El Progreso, en una gira tras implementar el Salario Mínimo Diferenciado, y algunas personas se acercaron para manifestar su inconformidad con el presidente, lo que enfureció a Maldonado Aguirre. Maldonado inició el discurso con gritos y utilizó frases como: «Aceptan o se quedan sin sueldo. Pueden elegir», «este salario es una opción. Nadie los obliga a trabajar, quien no quiera que no vaya». Al finalizar el discurso, pronunció enfáticamente: «Si lo consideran indigno que no lo tomen, ya vendrá atrás alguien con la mamá enferma que si lo quiera». Tachó a los manifestantes de comunistas, leninistas y fascistas, también les dijo que eran personas de la más baja estirpe —por el lenguaje soez que estos emplearon en sus carteles—.